# El padre Sergio
El padre Sergio (en ruso: Отец Сергий, [Otéts Sérguiy]) es una pequeña obra escrita por León Tolstói en 1890. Fue publicada por primera vez en 1898.

## Argumento
La historia comienza con la infancia y la idealizada juventud del príncipe Stepán Kasatsky. Al parecer, el joven Kasatsky está predestinado a ser un gran hombre. El príncipe descubre en la víspera de su boda la relación extramatrimonial de su mujer, la condesa Mary Korotkova con el Zar Nicolás I. Esto daña enormemente su orgullo, y se refugiará en la Iglesia Ortodoxa rusa al convertirse en monje. En estos años, Kasatsky vivirá en la humildad y, sobre todo, en la duda. A pesar de convertirse en ermitaño por órdenes del alto clero, la gente todavía le recuerda por su pasada fama y el cambio drástico que tomó el curso de su vida.

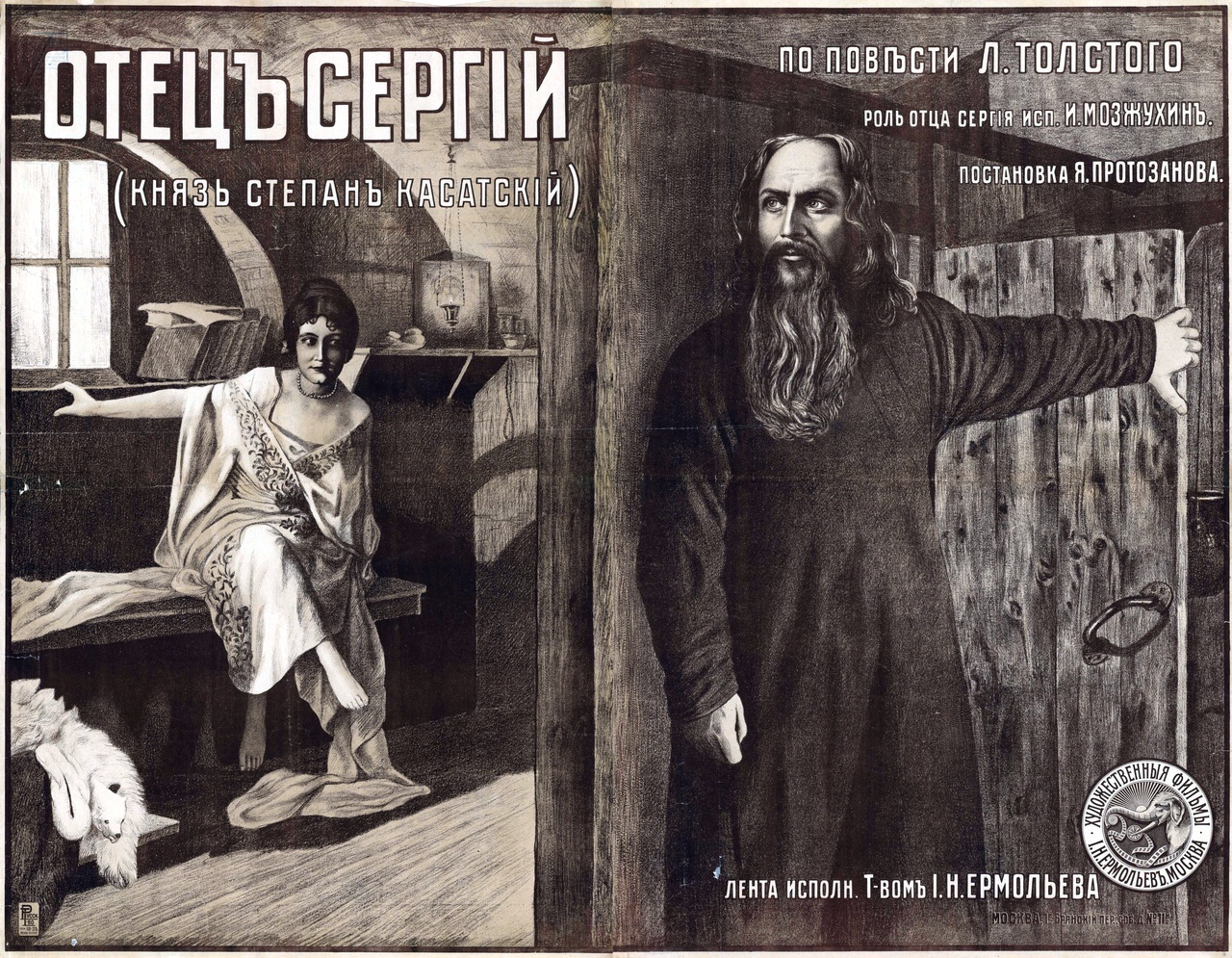
Cartel de la película de Yákov Protazánov. 1918

Una noche de invierno, un grupo de mujeres juerguistas decide visitarlo y una de ellas, una mujer divorciada llamada Makóvkina, pasa la noche en su celda e intenta seducirlo. El padre Sergio descubre que sigue siendo débil, y como castigo se corta un dedo. Makóvkina comprende este acto, que produce un gran impacto en su visión de la vida: a partir de ese momento promete cambiar.
Un año más tarde, Makóvkina ha entrado en un convento, mientras la reputación del padre Sergio crece entre los fieles, que lo creen un sanador y peregrinan para obtener sus servicios curativos. Sin embargo, el padre Sergio es consciente de que realmente no profesa fe cristiana. El convento lo aburre profundamente, y es torturado por pensamientos orgullosos y lujuriosos.
El padre Sergio recae definitivamente cuando la hija de un rico comerciante consigue acostarse con él. A la mañana siguiente abandona el monasterio y emprende la búsqueda de su prima Páshenka a quien, junto con otros niños, había hecho daño en su juventud. La encuentra en un estado de total fracaso, no obstante imbuida de un sentido servicial hacia su familia. Esto afecta profundamente al padre Sergio, que a partir de ese momento tendrá claro su destino. Comienza a vagar sin rumbo, hasta que ocho meses después es arrestado y deportado a Siberia, donde trabajará de peón para un campesino adinerado.